# Ampharete falcata
Ampharete falcata is een borstelworm uit de familie Ampharetidae. Het lichaam van de worm bestaat uit een kop, een cilindrisch, gesegmenteerd lichaam en een staartstukje. De kop bestaat uit een prostomium (gedeelte voor de mondopening) en een peristomium (gedeelte rond de mond) en draagt gepaarde aanhangsels (palpen, antennen en cirri).
Ampharete falcata werd in 1955 voor het eerst wetenschappelijk beschreven door Eliason. Deze inheemse soort komt voor in de Nederlandse Noordzee.